# Liste der Sperrstellen in der Schweiz

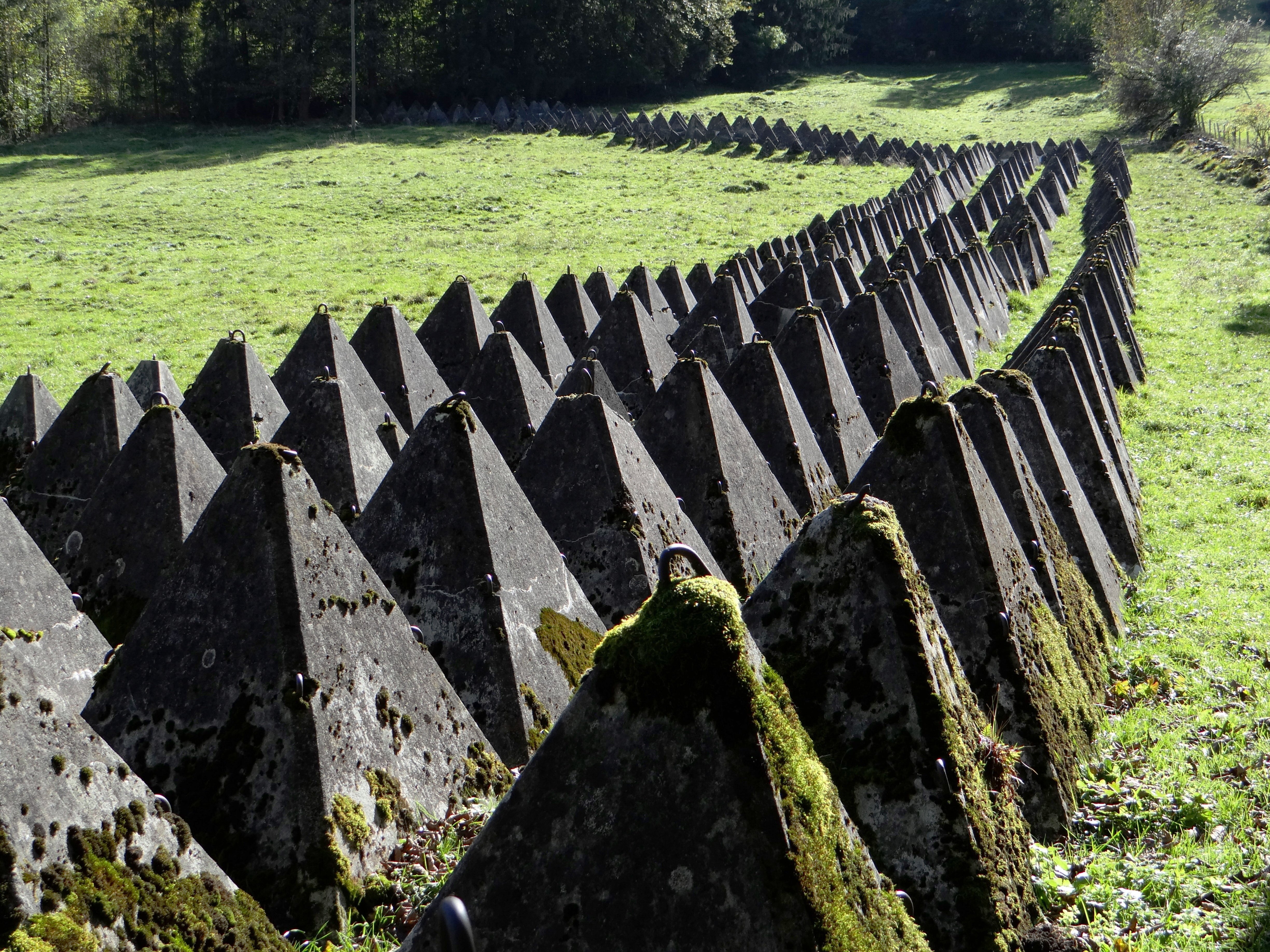
Sperre Wimmis

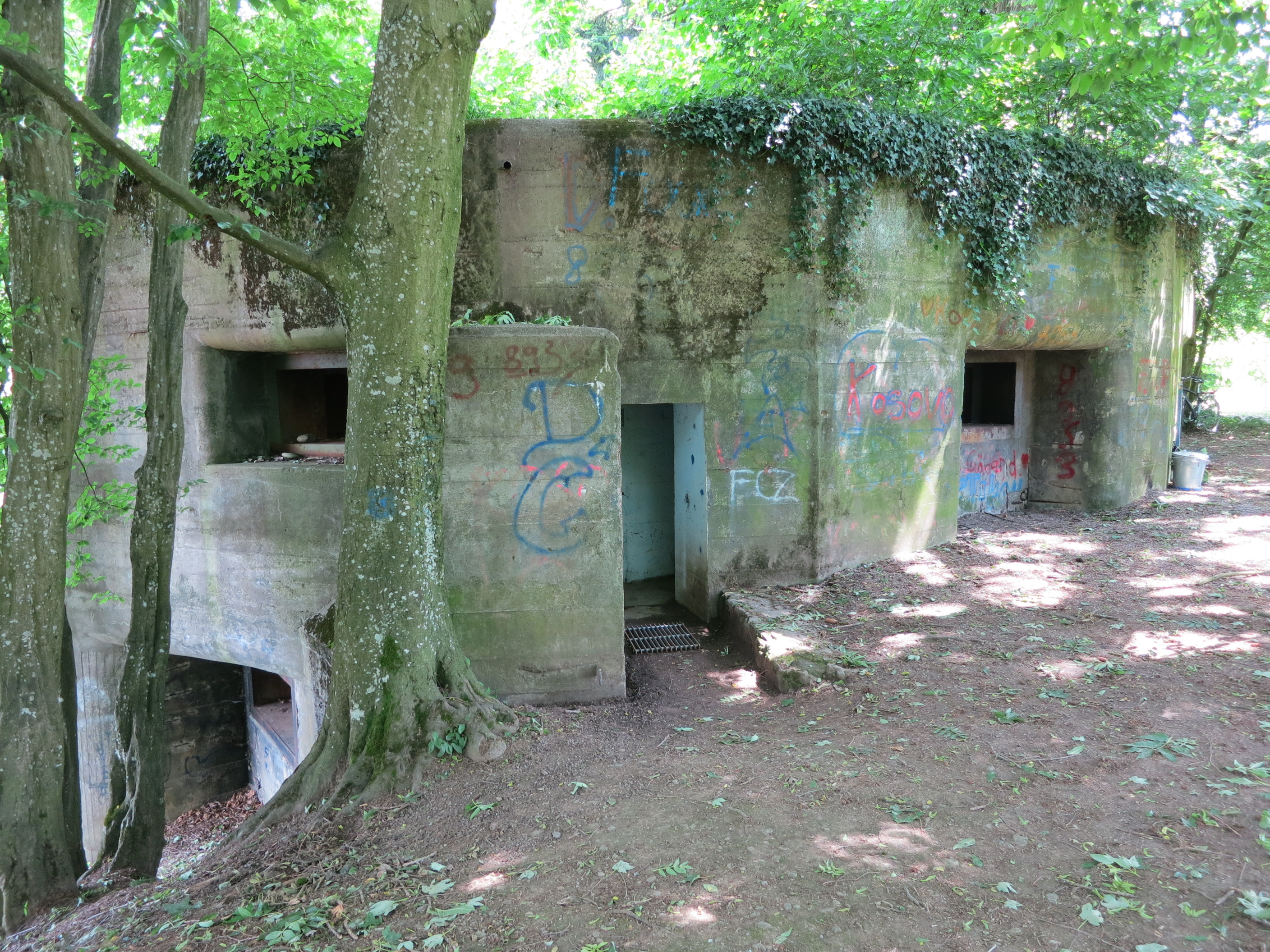
Bunker Vogelau, Dietikon

Die Liste der Sperrstellen in der Schweiz (französisch Position de barrage, italienisch Sbarramento (difensivo), militärische Abkürzung: Sp Stel) enthält Verteidigungsstellungen vom 13. Jahrhundert bis zum Ende des Kalten Kriegs. Zur Feuerunterstützung der wichtigsten Sperrstellen wurden in der ganzen Schweiz Artilleriewerke erstellt.

## Ältere Sperrstellen (Letzinen)

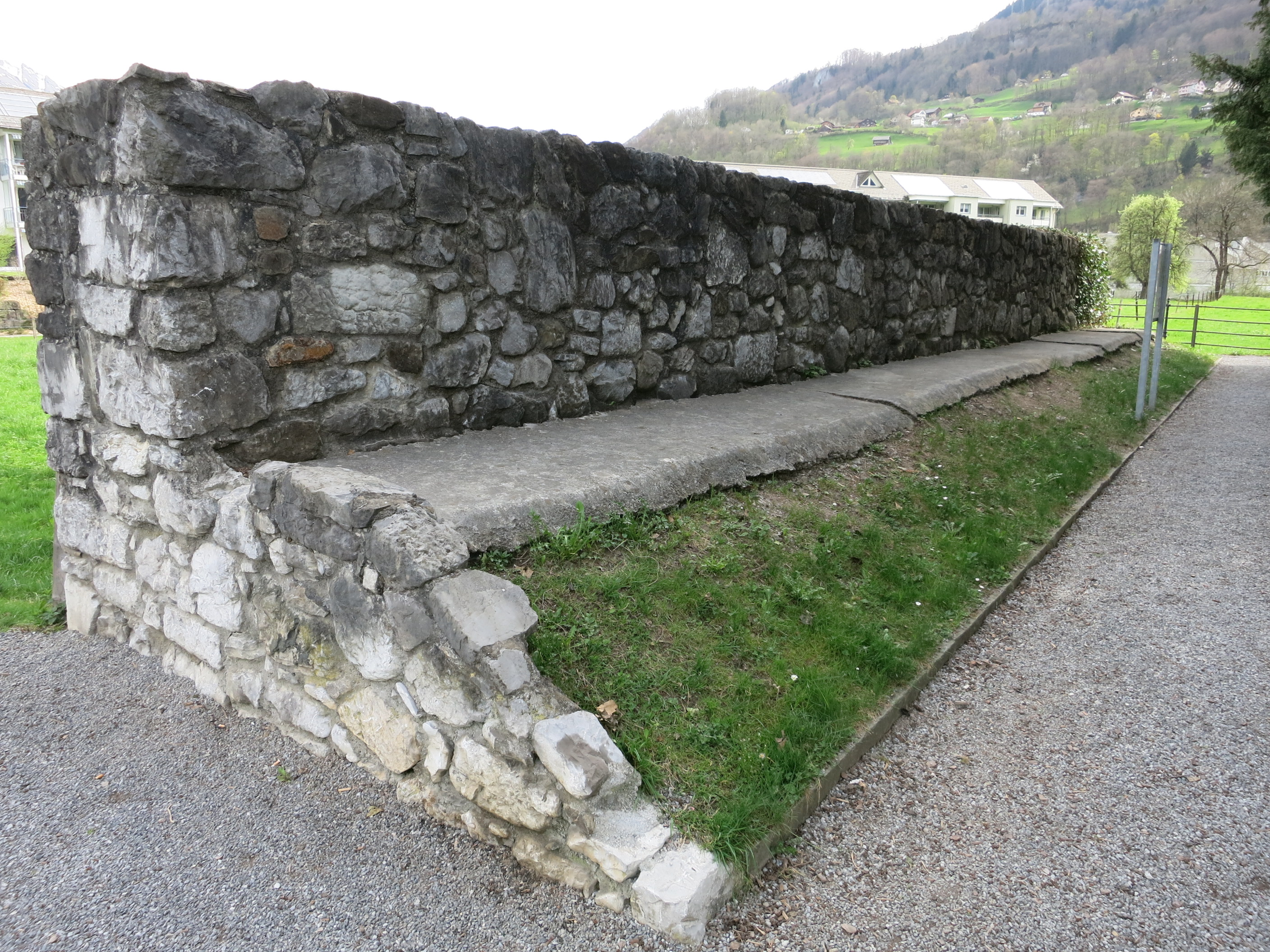
Letzimauer Näfels

Die mittelalterlichen Letzinen bestanden aus Erdwällen, Mauern und Palisaden, die in günstigem Gelände angelegt wurden, damit zahlenmässig unterlegene Verteidiger im Vorteil waren. Zur Zeit der Schlacht bei Morgarten (1315) waren die Zugänge in die Innerschweiz mit Letzinen bei Arth, Rothenthurm, Brünigpass, Renggpass (Pilatus) sowie Palisaden (Schwirren) im Wasser bei Brunnen, Stansstad und Buochs gesichert. Die Letzi bei Morgarten wurde erst 1322 errichtet.
- Burgen von Bellinzona
- Dufourbefestigungen, Bex VD, Saint-Maurice VS**
- Fortini della Fame
- Grendeltor, Zürich
- Hardturm, Zürich
- Letzi Oberarth
- Lan Müraia, Promontogno
- Letzi Mülenen
- La Serra
- Festung St. Luzisteig
- Letzi Näfels
- Letzi Spissi, Wimmis
- Letziturm Morgarten
- Letziturm Rothenturm
- Schnitzturm, Stansstad
- Serravalle

## Sperrstellen der Schweizer Armee (Panzersperren)
Eine Sperre oder Sperrstelle ist eine Verteidigungsstellung der Landesverteidigung, die längs einer räumlich begrenzten Angriffsachse den vorstossenden Gegner aufhalten soll. Sie ist primär nach einer Richtung orientiert. Sperrstellen sind Teil der permanenten Kampfinfrastruktur. Sie können Sprengobjekte, Hindernisse, Infanteriebunker und Unterstände, Festungsminenwerfer oder Kombinationen davon sein.
Die Schweizer Armee unterhielt befestigte Sperrstellen mit rund 2.000 Geländerpanzerhindernissen und Infanteriebunkern oder Infanteriekanonenschilde, um diese zu schützen. Während des Zweiten Weltkriegs waren die Bunker mit Panzerabwehr- oder Artilleriegeschützen der Kaliber 4,7 cm und 7,5 cm sowie Maschinengewehren bewaffnet. Die Sperrstellen erhielten Feuerunterstützung durch in der Nähe befindliche Artilleriewerke und Artilleriestellungen.
Mit der Armee 61 wurden die Sperrstellen mit 9 cm Panzerabwehrkanonen und neuen Bunkern wie den Centi- und Vickers Bunkern sowie unterirdischen 8,1 und 12 cm Festungsminenwerfern modernisiert.
Die Sperrstellen befanden sich an der Grenze, bei den Reduiteingängen und bei strategisch wichtigen Engnissen («passage obligé»). Sie wurden vom Festungswachtkorps unterhalten.
Die Sperrstellen wurden grösstenteils mit der Armeereform 1995, die übrigen um 2004 ausser Dienst gestellt. Der Sprengstoff in den Sprengobjekten wurde bis Ende 2014 ausgebaut.
Einige Sperrstellen wurden als Museum zugänglich gemacht oder können auf Anfrage besichtigt werden. Die Sperrstellen sind im Inventar der Kampf- und Führungsbauten (ADAB) nach nationaler**, regionaler* und lokaler Bedeutung eingeteilt:

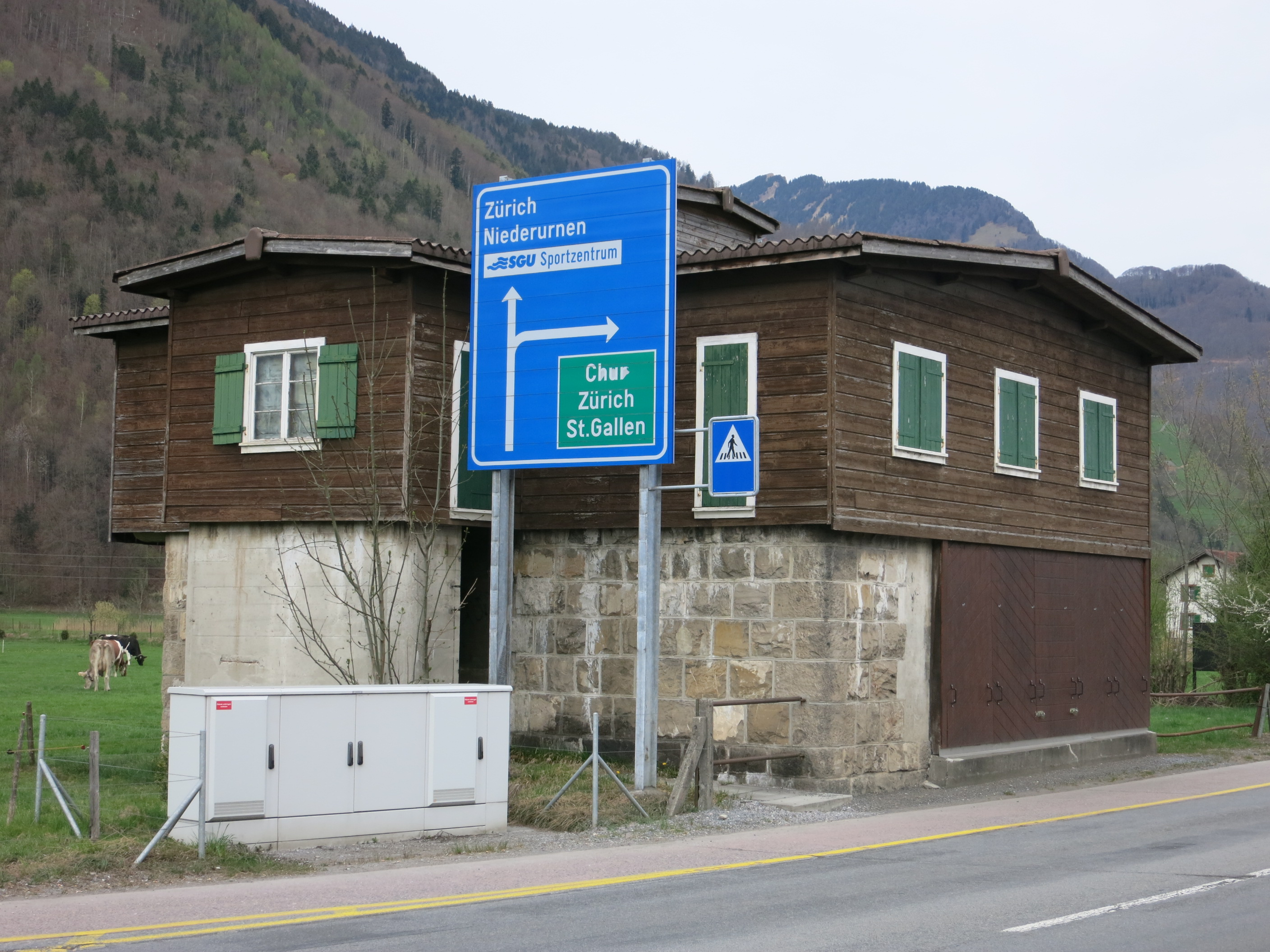
Sperrstelle Näfels

### Aargau
- Baden-Münzlishausen**
- Bözberg* Besichtigung
- Bremgarten-Hegnau**
- Densbüren**
- Frick-Nordost**
- Gebenstorf-Nord**
- Hausen**
- Koblenz** Besichtigung
- Limmatstellung
- Magden-Enge**
- Rein-Roost**
- Reuenthal-Full**
- Riburg Kraftwerk**
- Villigen**
- Zurzach**

### Basel-Landschaft
- Angenstein**
- Dorneck**
- Farnsburg**
- Hülftenschanze**
- Gempenplateau**
- Oberer Hauenstein**
- Unter Hauenstein-Pulfisei**
- Wartenberg, Muttenz*

### Basel-Stadt
- Stadt Basel**

### Bern
- Berner Oberland
- Beatenbucht
- Bumbachtal-Kemmeribodenbad**
- Einigen**
- Erlach**
- Frinvillier 346**
- Fortifikation Murten*
- Gampelen**
- Grimsel**
- Grünenbergpass
- Heiligenschwendi**, Besichtigung
- Jaunpass
- Merligen-Sichel**
- Mülenen*
- Sonceboz 343**
- Sustenpass**
- Wimmis 2120*
- Wimmis 2125*
- Wimmis–Simmental–Gantrisch 2125**

### Freiburg
- Biberenächer**
- Euschels*
- Neuenegg Flamatt Löwenberg**
- Greyerz**
- Im Fang
- Jaunpass
- La Tine**
- La Tsintre*

### Glarus
- Näfels**
- Niederurnen-Ziegelbrücke**

### Graubünden
- Militärhistorische Stiftung Graubünden
- Trin 1205**, Museum
- Rothenbrunnen 1207**
- Via Mala 1209*
- Rofla 1210*
- Sufers/Crestawald 1211/1201**, Museum
- Splügen 1212*
- Septimer 1227*
- Julierpass 1228**
- Chlus 1231**
- Maloja 1232*, Museum
- Flüelapass 1249*
- Lavin 1252**
- Ova Spin 1260**
- Berninahäuser 1268**
- Valserberg 1281*
- Safierberg 1282
- St. Antönien 1284
- Ellhorn 1307**
- Ansstein 1316*
- St. Luzisteig 1317**, Museum
- Trimmis 1322*
- Russein 2306*, Museum
- Lukmanier 2320*

### Jura
- Chételat JU**
- Col des Rangiers**
- Vorbourg-Soyhières**, Besichtigung

### Luzern
- Bumbachtal-Schrattenfluh**
- Flühli**
- Seesperre Nas**
- Wolhusen**

### Neuenburg
- Clusette**
- Couvet
- Crêt-de-l'Anneau Noiraigue**
- Haut-de-la-Tour Fleurier**
- Valangin**
- Vue des Alpes**

### Nidwalden
- Drachenried, Ennetmoos**
- Seesperre Nas**
- Renggpass
- Stansstad**

### Obwalden
- Reduitbrigade 22

### Schaffhausen
- Schaffhausen-Rhein, Diessenhofen, Schaarenwald, Stein am Rhein, Unterschlatt**

### Schwyz
- Reduitbrigade 24
- Etzel**, Besichtigung
- Reichenburg-Buttikon**
- Seesperre Nas**
- Oberarth**
- Schindellegi-Biberbrugg**
- Sihlsee
- St. Adrian*
- Wägital

### Solothurn
- Belchen Challhöchi**
- Fortifikation Hauenstein**
- Gänsbrunnen**
- Gempenplateau**
- Passwang
- Scheltenpass**
- Unter Hauenstein**

### St. Gallen
- Festungsgebiet Sargans
- Heldsberg, Bruggerhorn bis Thal**
- Magletsch, Plattis Wartau**
- Schollberg 1306**
- Sarganser Au 1307**
- Seeztal
- Stoss**
- Wildhaus und Starkenbach

### Tessin
- Fortifikation Bellinzona
- Festungsgebiet Gotthard**
- Gola di Lago*
- Lona-Mondascia**
- Lukmanier 2320*
- Magadino–Gordola**
- Monte Ceneri**
- Monte di Medeglia, Alpe del Tiglio**
- San Giacomo**
- Südportal, Forte Airolo**

### Thurgau
- Kreuzlingen: Bottighofen, Lengwil, Triboltingen**, Museum
- Schaffhausen-Stein am Rhein**

### Uri
- Furkapass*
- Gotthard Nord**
- Klausenpass*
- Oberalppass*
- Schöllenen**
- Sustenpass**

### Waadt
- Begnins**
- Corbeyrier*
- Chillon**, Besichtigung
- Col des Etroits**
- Col du Marchairuz
- Col du Mollendruz
- Cudrefin-Vallamand, Bas de Trimble**
- Dullive**
- Grande Combe Canal de Fuite**
- Le Day**
- La Lignerolle**
- Petit Mont**
- Petra Felix**
- Promenthouse**, «Tobleroneweg»
- Saint-George*
- La Tine**
- Vich Gland**

### Wallis
- Festungsgebiet Saint-Maurice**, Museum
- Bourg-Saint-Pierre**
- Brig-Simplontunnel**
- Evionnaz-Collonge**
- Fenalet
- Furkapass**
- Gondo**, Museum
- Grimselpass**
- Porte du Scex**
- Simplonachse**
- Vernayaz

### Zug
- Militärhistorische Stiftung des Kantons Zug, Besichtigungen
- Feuerschwand-Gubel**
- Raten*
- Unterägeri*
- Zugerberg**

### Zürich
- Militärhistorische Gesellschaft des Kantons Zürich
- Andelfingen**
- Dietikon*
- Eglisau-Seglingen**
- Glattfelden, Fisiloch
- Laufen-Uhwiesen, Mörlen, Flurlingen-Feuerthalen*
- Rheinau**
- Rüdlingen**
- Stadel**
- Stammheim-Schlattingen*
- Uetliberg
- Urdorf, Unterreppischtal**
- Waldegg** Zürich-Albisrieden, Uitikon
- Weiach*
- Wollishofen-Sihltal*
- Stadt Zürich**